# 守山市立明富中学校
守山市立明富中学校 (もりやましりつあけとみちゅうがっこう、Aketomi Junior High School）は、滋賀県守山市に所在する市立の中学校である。
通称は「明中(あけちゅう)」。

## 沿革
最初の明富中学校は、1948年度9月に組合立明富中学校として発足した。1947年には速野村と中洲村がそれぞれ小学校に併設する形で中学校を開校していたが、独立した中学校を両村の共同で新設することになった。当初どちらの村も自分の村に建設することを主張し難航したが、土地一切を中洲村が提供することを条件に速野村が譲歩、中洲村立田に建設することになった。1949年に一期工事が完成したが、生徒全員を収容できる校舎が完成したのは1950年のことであった。校舎建設中に入学した生徒の中には、学校の校名も知らないままだったという者もいた。1955年に速野村が守山町と合併したことにより守山町中洲村組合立明富中学校となり、1957年には中洲村大字立田も守山町に合併したことにより守山町立明富中学校となった。1962年には町内3中学校を守山町立守山中学校として統合することになったが、明富中学校は明富校舎としてしばらく残った。統合が済んだのは守山中学校の工事が完了した1965年であった。
統合の結果、守山中学校は1965年5月時点で生徒数1855人のマンモス校となった。1978年には速野・中洲・河西学区が分離されて守山市立守山北中学校となったが、こちらもマンモス化した。1990年には生徒1177人が両足をロープに結んで行進、長さが450mに達したとしてギネスブックへの申請が行われるほどであった。1991年にはさらに速野・中洲が分離されて明富中学校が再び作られることになった。

## 校歌
校歌の歌詞は分離開校時に公募されたもの。作詞者は横浜市在住。滋賀県には行ったことがなく、テレビで見た琵琶湖や比叡山のイメージで作詞したという。作曲は守山高教頭の紹介で広島大教授の早川正昭が行った。